# Szarvasgede, Nógrád
Szarvasgede  este un sat în districtul Pásztó, județul Nógrád, Ungaria, având o populație de 409 locuitori (2011). 

## Demografie
Componența etnică a satului Szarvasgede
     Maghiari (100%)
Componența confesională a satului Szarvasgede
     Fără religie (3,91%)
     Reformați (1,71%)
     Necunoscută (94,38%)
Conform recensământului din 2011, satul Szarvasgede avea 409 locuitori. Din punct de vedere etnic, majoritatea locuitorilor (100,0%) erau maghiari. Nu există o religie majoritară, locuitorii fiind persoane fără religie (3,91%) și reformați (1,71%). Pentru 94,38% din locuitori nu este cunoscută apartenența confesională.